# Atylotus hamoni
Atylotus hamoni är en tvåvingeart som beskrevs av Ovazza och H. Oldroyd 1961. Atylotus hamoni ingår i släktet Atylotus och familjen bromsar. Inga underarter finns listade i Catalogue of Life.